# 나우 앤 덴 (영화)
《나우 앤 덴》(영어: Now and Then)은 1995년 미국에서 제작된 코미디 드라마 영화이다. 1970년에 성장기의 결정적 순간이 된 여름 한때를 함께 보낸 네 명의 소녀들이 후에 어른이 되어 과거를 회상한다. 크리스티나 리치 등이 출연하였고, 수잰 토드 등이 제작에 참여하였다.

## 출연진
- 크리스티나 리치
  - 로지 오도널
- 소라 버치
  - 멜러니 그리피스
- 개비 호프먼
  - 더미 무어
- 애슐리 애스턴 무어
  - 리타 윌슨
- 클로리스 리치먼
- 저닌 거로펄로
- 행크 어제리아
- 보니 헌트
- 데번 사와
- 롤리타 더비더비치
- 루머 윌리스
- 브렌던 프레이저 (크레디트 미기재)

## 기타 제작진
- 공동 제작: 에릭 매클라우드
- 배역: 밸러리 매캐프리
- 미술: 거숀 긴즈버그, 앤 쿨지언
- 의상: 디나 어펠